# Мохамед Арджауї
Унаті Мохамед Аль-Арджауї (араб. محمد العرجاوي, 6 червня, 1987, Мохаммедія) — марокканський боксер, брав участь в трьох Олімпійських іграх.

## Спортивна кар'єра
На Олімпійських іграх 2008 в категорії до 91 кг він переміг в першому бою Бреда Пітта (Австралія) — 11-6, а в наступному бою програв Деонтею Вайлдеру (США) — 10-10(+).
На чемпіонаті світу 2009 переміг двох суперників, а у чвертьфіналі програв Осмай Акоста (Куба) — 2-6.
У сезоні 2010/2011 був учасником напівпрофесійної боксерської ліги WSB в категорії понад 91 кг у складі команди «Istanbulls » (Туреччина), вигравши три боя з п'яти. У сезоні 2011/2012 провів один бій у складі команди «Los Angeles Matadors» (США).
На чемпіонаті світу 2011 переміг Сергія Кузьміна (Росія) — 12-9, а в наступному бою програв Ентоні Джошуа (Англія) — 7-16.
На Олімпійських іграх 2012 він переміг Блейза Єпмоу (Камерун) — 15-8, а в наступному бою програв Роберто Каммарелле (Італія) — 11-12.
У сезоні 2012/2013 провів один бій у складі команди «British Lionhearts» (Велика Британія).
На чемпіонаті світу 2015 програв в другому бою Джозефу Джойсу (Велика Британія).
На Олімпійських іграх 2016 програв в першому бою Магомедрасулу Маджидову (Азербайджан) — 0-3.